# Stanley G. Weinbaum
Stanley Grauman Weinbaum (4. duben 1902, Louisville, Kentucky, USA – 14. prosinec 1935) byl americký spisovatel vědeckofantastické literatury. Weinbaum měl židovský původ, studoval chemické inženýrství a angličtinu. Jeho kariéra byla krátká (začal se profesionálně věnovat psaní krátce před svou smrtí), ale ovlivnila celý žánr sci-fi. Dokázal spojit vědecké poznatky s vlastní fabulací do podoby propracovaných mimozemských světů, osídlených inteligentními, ale nikoli humanoidními bytostmi, jejichž myšlení a chování se velmi liší od lidské logiky. Právě toto pojetí mimozemšťanů se pokládá za Weinbaumův hlavní přínos žánru sci-fi, který výrazně inspiroval tvorbu nejvýznamnějších autorů následující generace, jakými byli Isaac Asimov, Robert A. Heinlein nebo John Wood Campbell.
Je znám především díky své povídce „Odysea z Marsu“ (anglicky „A Martian Odyssey“) publikované v roce 1934. Další jeho povídky pojednávají většinou o dobrodruhovi a výzkumníkovi Hamu Hammondovi a o bláznivém vědci a vynálezci Haskelu van Manderpootzovi.
V roce 1935 zemřel na rakovinu plic.

## Dílo

### Romány
- The Lady Dances (King-Features Syndicate 1933)
- The New Adam (Ziff-Davis 1939)
- The Black Flame (Fantasy Press 1948)
- The Dark Other (jiným názvem The Mad Brain, Fantasy Publishing Company 1950)

### Povídkové a básnické sbírky
- The Best of Stanley G. Weinbaum, Ballantine Books, 1974
- Lunaria and Other Poems, The Strange Publishing Company 1988
- The Black Heart, Leonaur Publishing, 2006
- Dawn of Flame: The Stanley G. Weinbaum Memorial Volume, Conrad H. Ruppert, 1936
- Interplanetary Odysseys, Leonaur Publishing, 2006
- A Martian Odyssey and Other Science Fiction Tales, Hyperion Press, 1974
- A Martian Odyssey and Others, Fantasy Press, 1949
- A Martian Odyssey and Other Classics of Science Fiction, Lancer Books, 1962
- Other Earths, Leonaur Publishing, 2006
- The Red Peri, Fantasy Press, 1952
- Strange Genius, Leonaur Publishing, 2006

### Povídky
- „Odysea z Marsu“ (anglicky "A Martian Odyssey") – vyšla v čísle 7/1934 Wonder
- "Valley of Dreams" – vyšla v čísle 11/1934 Wonder – pokračování „Odysey z Marsu“
- "Flight on Titan" – vyšla v čísle 1/1935 Astounding
- "Parasite Planet" – vyšla v čísle 2/1935 Astounding
- "The Lotus Eaters" – vyšla v čísle 4/1935 Astounding
- "Pygmalion's Spectacles" – vyšla v čísle 6/1935 Wonder
- "The Worlds of If" – vyšla v čísle 8/1935 Wonder
- "The Challenge From Beyond" – vyšla v čísle 9/1935 Fantasy Magazine (Weinbaum napsal úvodních více než 800 slov této povídky, na níž se podílelo vícero autorů)
- "The Ideal" – vyšla v čísle 9/35 Wonder
- "The Planet of Doubt" – vyšla v čísle 10/1935 Astounding
- "The Adaptive Ultimate" – vyšla v čísle 11/1935 Astounding
- "The Red Peri" – vyšla v čísle 11/35 Astounding
- "The Mad Moon" – vyšla v čísle 12/35 Astounding

Povídky vydané posmrtně:
- "The Point of View" – vyšla v čísle 1/36 Wonder
- "Smothered Seas" – vyšla v čísle 1/36 Astounding (napsáno společně s Rogerem Shermanem Hoarem, který používal pseudonym Ralph Milne Farley)
- "Yellow Slaves" – vyšla v čísle 2/36 True Gang Life (napsáno společně s Rogerem Shermanem Hoarem, který používal pseudonym Ralph Milne Farley)
- "Redemption Cairn" – vyšla v čísle 3/36 Astounding
- "The Circle of Zero" – vyšla v čísle 8/36 Thrilling Wonder
- "Proteus Island" – vyšla v čísle 8/36 Astounding
- "Graph" – vyšla v čísle 9/36 Fantasy Magazine
- "The Brink of Infinity" – vyšla v čísle 12/36 Thrilling Wonder
- "Shifting Seas" – vyšla v čísle 4/37 Amazing
- "Revolution of 1950" – vyšla v čísle 10-11/38 Amazing (napsáno společně s Rogerem Shermanem Hoarem, který používal pseudonym Ralph Milne Farley)
- "Tidal Moon" – vyšla v čísle 12/38 Thrilling Wonder (napsáno společně s Helen Weinbaumovou, autorovou sestrou)
- "The Black Flame" – vyšla v čísle 1/39 Startling
- "Dawn of Flame" – vyšla v čísle 6/39 Thrilling Wonder
- "Green Glow of Death" – vyšla v čísle 7/57 Crack Detective and Mystery Stories
- "The King's Watch", Posthumous Press, 1994 (varianta "The Green Glow of Death" z 7/57 Crack Detective and Mystery Stories.)